# Mabilioni
Mabilioni ist ein Verwaltungsbezirk (Ward) des Distrikts Same in der tansanischen Region Kilimandscharo.

## Geografie
Mabilioni liegt im Nordosten von Tansania südwestlich des Pare-Gebirges. Der Großteil des Bezirks liegt auf einer Ebene etwa 600 Meter über dem Meeresspiegel, nur im Westen gibt es Erhebungen auf bis zu 1300 Meter und im äußersten Nordosten beginnt der Anstieg zum Pare-Gebirge. Die Grenze im Süden bildet der Fluss Pangani. Die Distrikthauptstadt Same liegt 50 Kilometer Luftlinie nördlich, die Regionshauptstadt Moshi ist 140 Kilometer entfernt.
Der Bezirk grenzt im Nordwesten an Ruvu, im Norden an Makanya, im Nordosten an Gavao-Saweni und Hedaru, im Osten an Vunta, im Südosten an Mkomazi der Region Tanga und im Süden und im Südwesten an Ruvu Remiti der Region Manyara. Bei der Volkszählung 2022 lebten 5854 Menschen in 1521 Haushalten auf einer Fläche von 307 Quadratkilometern.

## Gliederung
Der Bezirk besteht aus drei Gemeinden (Mtaa) mit 17 Orten (Kitongoji):
| Mabilioni - Gunge - Jitoeni A - Jitoeni B - Mabilioni A - Mabilioni B - Chanika - Kidunda A | Chekereni - Gama A - Gama B - Chekereni - Magadi - Mikocheni | Ruvu-Mbuyuni - Kivukoni - Mbuyuni - Malela - Kirua - Katahe |

## Wirtschaft und Infrastruktur
- Bildung: Die Mabilioni Secondary School ist eine staatliche weiterführende Schule, die 2023 fast 200 Schüler bis zur 4. Stufe ausbildete.[8]
- Gesundheit: Die staatliche Apotheke in Mabilioni bietet auch Augenheilkunde und Malaria-Schnelltests an.[9]
- Eisenbahn: Durch den Bezirk verläuft die 2019 wieder eröffnete Usambarabahn.[10]
- Straße: Die asphaltierte Nationalstraße T2 verbindet den Bezirk mit Same und Moshi im Norden und mit Tanga im Süden.[11]
- Energie: Im Jahr 2015 installierte die NGO Same Mwanga Environmental Conservation Advisory Organization mit Hilfe von WWF mehrere Solaranlagen für Privathaushalte.[12]